# Сташув (гмина)
Сташув (пол. Staszów) — городско-сельская гмина (волость) в Польше, входит как административная единица в Сташувский повет, Свентокшиское воеводство. Население — 27 213 человек (на 30.06.2009).

## Демография
| Перепись                       | Всего   | Всего | Женщины | Женщины | Мужчины | Мужчины |
| ------------------------------ | ------- | ----- | ------- | ------- | ------- | ------- |
| Единицы                        | человек | %     | человек | %       | человек | %       |
| Население                      | 26 669  | 100   | 13 641  | 51,1    | 13 028  | 48,9    |
| Плотность населения (чел./км²) | 118,1   | 118,1 | 60,4    | 60,4    | 57,7    | 57,7    |

## Соседние гмины
1. Гмина Богоря
2. Гмина Климонтув
3. Гмина Осек
4. Гмина Ракув
5. Гмина Рытвяны
6. Гмина Шидлув
7. Гмина Тучемпы